# Zoppola
Zoppola (Copule en frioulan) est une commune italienne d'environ 9 000 habitants de la province de Pordenone, dans la région autonome du Frioul-Vénétie Julienne.

## Administration
| Période                                  | Période | Identité | Étiquette | Qualité |
| ---------------------------------------- | ------- | -------- | --------- | ------- |
|                                          |         |          |           |         |
| Les données manquantes sont à compléter. |         |          |           |         |

### Hameaux
Castions, Cusano, Murlis, Orcenico Inferiore, Orcenico Superiore, Ovoledo, Poincicco.

### Communes limitrophes
Arzene, Casarsa della Delizia, Cordenons, Fiume Veneto, Pordenone, San Giorgio della Richinvelda.